# Hana Holišová
Hana Holišová (* 6. srpna 1980 Brno) je česká herečka a zpěvačka, dvojnásobná držitelka Ceny Thálie.

## Životopis
Narodila se v roce 1980 v Brně. Její otec Evžen Holiš působil jako dirigent a korepetitor Národního divadla v Brně, matka Hana Horká byla sólistkou zpěvohry Národního divadla v Brně a Městského divadla Brno. Její sestrou je herečka a zpěvačka Michaela Horká. Hana Holišová vystudovala Střední pedagogickou školu v Boskovicích a v roce 2003 činoherní herectví na Divadelní fakultě Janáčkovy akademie múzických umění v Brně.
Divadelní kariéru začala hostováním v brněnském Národním divadle v inscenacích Zpívání v dešti, Kristián a Divotvorný hrnec. Následovalo krátké hostování v divadle Nová scéna v Bratislavě, kde ji diváci mohli vidět v roli Jeanie v muzikálu Hair.
V pražském Hudebním divadle Karlín nastudovala roli Aleny v muzikálu Noc na Karlštejně, za kterou byla nominována na Cenu Thálie 2004.

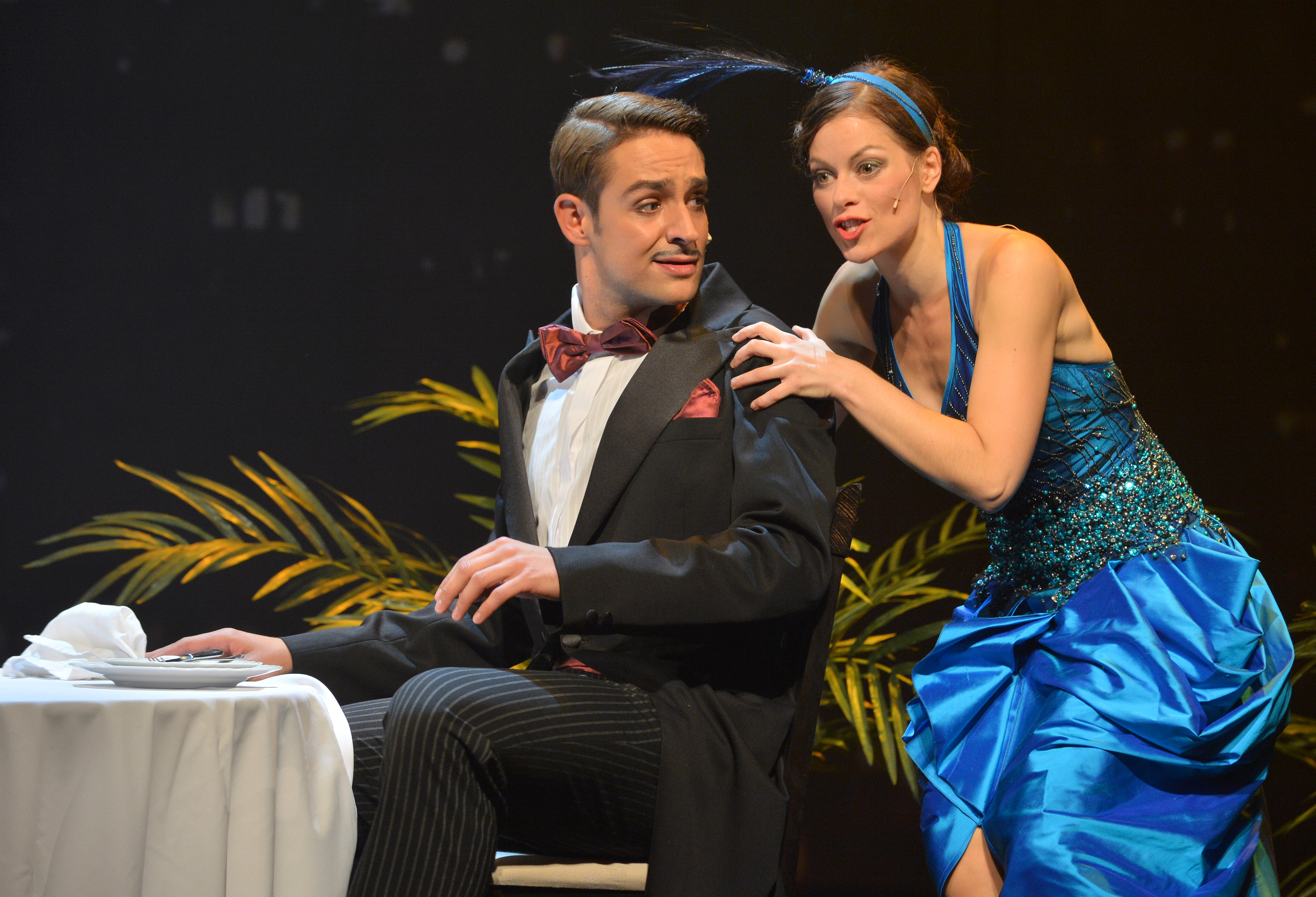
Aleš Slanina a Hana Holišová v muzikálu Funny Girl

Koncem roku 2005 nastoupila do stálého angažmá v Městském divadle Brno, kde ztvárnila množství rolí v muzikálech jako např. Jesus Christ Superstar, Čarodějky z Eastwicku, Evita, Pokrevní bratři, Bídníci, Papežka, Kočky, Funny Girl a další. Na činoherní scéně Městského divadla Brno např. v inscenacích Equus, Becket aneb Čest Boží, Dokonalá svatba, Škola základ života, Podivný případ se psem a další.
Brněnským angažmá návštěvníci pražských divadelních scén o její působení nepřišli. Hostovala v pražské Státní opeře v lyrikálu M. Horáčka a P. Hapky Kudykam v hlavní ženské roli Martiny, hrála i hlavní ženskou roli v muzikálu Rocky uváděném v Kongresovém centru v Praze (2017).
Do širšího povědomí veřejnosti se dostala díky roli zdravotní sestřičky Anny Peškové v seriálu Velmi křehké vztahy. Zahrála si v původním českém filmu Vladimíra Drhy Anglické jahody, účinkovala také v TV seriálu 3+1 s Miroslavem Donutilem, v TV filmu Vladimíra Michálka – Milenka Mrtvého (jedna z povídek cyklu Okno do hřbitova) a také v jednom z dílů série Soukromých pastí (Nezabiješ, v režii Jiřího Věrčáka). Televizní diváci ji také mohli vidět ve filmu Užij si se psem, v režii Filipa Renče. Aktuálně účinkuje v televizním seriálu TV Nova – Ulice, kde ztvárňuje roli Veroniky Maléřové.
V roce 2016 se zúčastnila první řady hudebně – zábavné show TV Nova Tvoje tvář má známý hlas. V deseti kolech postupně ztvárnila tyto zpěváky / herce – Édith Piaf, Beyoncé Knowles, Katy Perry, Michael Jackson, Hana Zagorová, MC Hammer, Shania Twain, Aretha Franklin, Catherin Zeta-Jones a John Travolta. Na konci soutěže se stala její celkovou vítězkou.
Třikrát získala ocenění „nejoblíbenější herečka“ v divácké anketě Křídla (Městské divadlo Brno). Za její zatím největší úspěch se dají ale považovat dvě Ceny Thálie, které každoročně uděluje Herecká asociace. Ty získala v březnu 2013 za roli Papežky Jany v muzikálu Papežka, uváděném v Městském divadle Brno, a v září 2023 za roli Marta ve stejnojmenné inscenaci. Za zmínku stojí také její pěvecké účinkování s orchestry Cool Time Band, Jazz side Band (pozdější B-Side Band) a také s Orchestrem Gustava Broma. Od roku 2016 koncertuje s brněnským big bandem New Time Orchestra.
Zajímavostí je, že když v roce 2023 získala Thálii, tak na stejnou cenu ve stejné kategorii (Muzikál, opereta nebo jiný hudebnědramatický žánr) byla nominována i její sestra Michaela Horká.

## Divadelní role

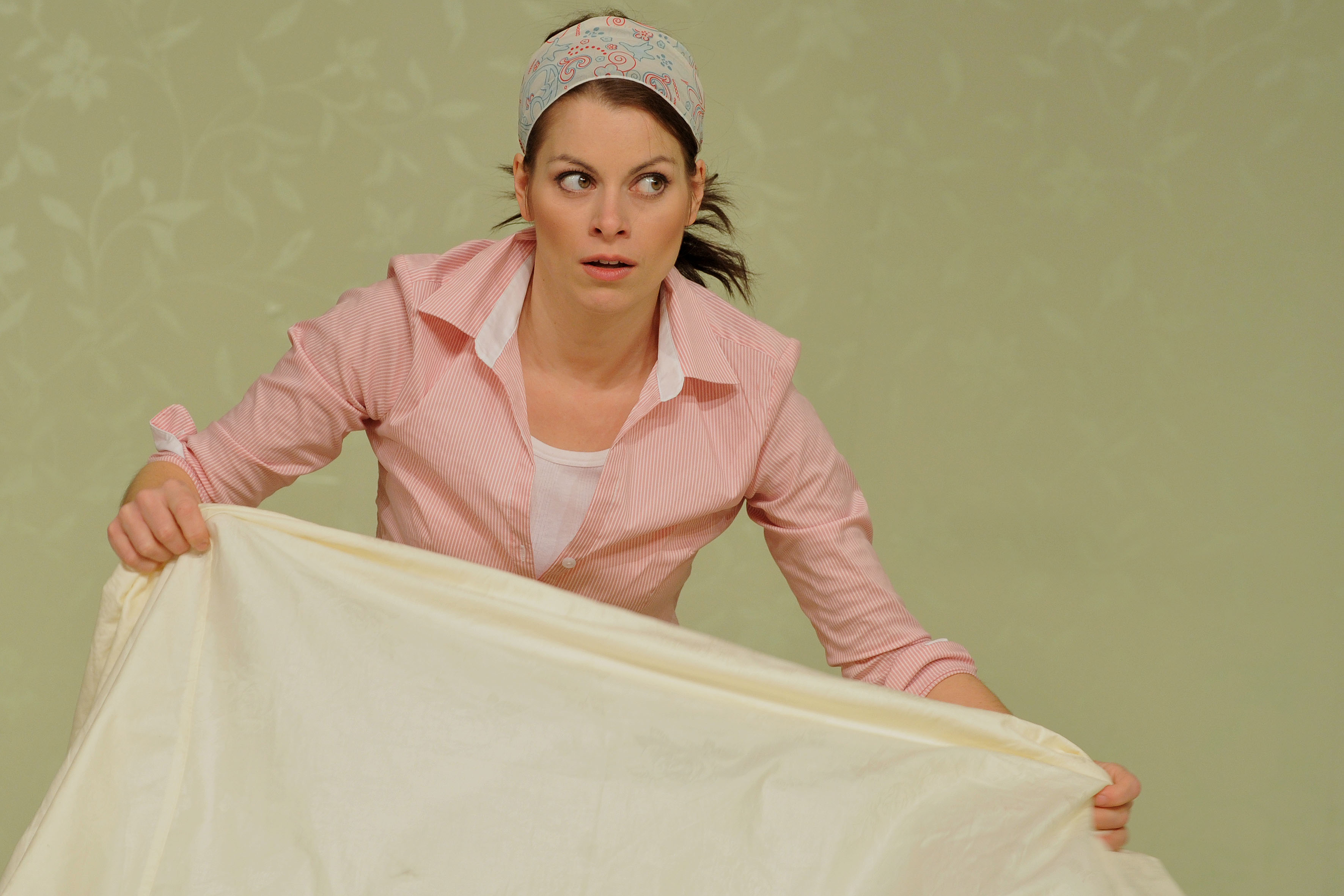
Hana Holišová v inscenaci Dokonalá svatba

### Muzikály
- Městské divadlo Brno
  - 2003–2005: Cabaret, role: Frenchie
  - 2004–2005: Hair, role: Diane
  - 2005–2008: Kdyby tisíc klarinetů, role: Brigita,Tereza, redaktorka
  - 2005–2008: Oliver!, role: Off – stage, Charlotte
  - Od 2005: Jesus Christ Superstar, role: Marie Magdalena/Soulgirl II
  - Od 2005: Jozef a jeho úžasný pestrobarevný plášť, role: Vypravěčka
  - 2006: Magická flétna, role: Papagena
  - 2006–2008: Odysseia, role: Athéna
  - 2007–2008: Markéta Lazarová, role: Alexandra, dcera Kozlíkova
  - 2007–2008: Červený a Černý, role: Panna Maria
  - Od 2007: Čarodějky z Eastwicku, role: Žena v Eastwicku, Sukie
  - 2008–2010: Jánošík aneb Na skle malované, role: První děvče
  - Od 2008: Peklo, role: Lucie Paulová, sestra
  - 2009–2012: Evita, role: María Eva Duarte de Perón
  - 2009–2012: Mozart!, role: Konstance Weber
  - 2009–2014: Bídníci, role: Eponine
  - Od 2009: Probuzení jara, role: Elsa
  - 2010–2012: Nahá múza, role: Magdaléna – dívka, Kristýna
  - Od 2011: Kráska a zvíře, role: Matylda
  - Od 2011: Chicago, role: Liz, vězeňkyně, Sprostá Kitty
  - 2011–2015: Kvítek z horrroru, role: Crystal
  - Od 2011: Jekyll a Hyde, role: Emma Carewová
  - 2012–2014: Papežka, role: Jana
  - 2012–2014: Pokrevní bratři, role: paní Johnstonová
  - 2012–2014: Funny Girl, role: Fanny Briceová
  - Od 2013: Donaha!, role: Georgie Bukatinská
  - Od 2013: Očistec, role: Lenka, fanynka, 1. Grácie, řádová sestra, šachová figurka
  - 2013–2017: Cats, role: Grizabella
  - Od 2013: Flashdance, role: Kiki, tanečnice
  - 2014–2017: Sliby chyby, role: Marge MacDougallová
  - Od 2014: Noc na Karlštejně, role: Eliška
  - Od 2015: Johnny Blue, role: Marie, Johnnyho láska
  - Od 2015: Ostrov pokladů, role: Fanny Osbourneová, Paní Hawkinsová
  - Od 2017: Chaplin, role: Hedda Hopperová
  - Od 2018: Monty Python's Spamalot, role: Dáma z jezera
  - Od 2018: Rent, role: Maureen Johnson
  - Od 2021: Pretty Woman, role: Vivian
  - Od 2022: Sněhurka a já, role: Královna

- Národní divadlo Brno
  - 2001: Zpívání v dešti, role: Kathy Seldenová
  - 2002: Kristián, role: Zpěvačka, vypravěčka příběhu
  - 2003: Divotvorný hrnec, role: Káča

- Hudební divadlo Karlín
  - Od 2004: Noc na Karlštejně, role: Alena

- Divadlo pod Palmovkou
  - 2007–2009: Sliby chyby, role: Fran Kubeliková

- Státní opera Praha
  - 2009–2011: Kudykam, role: Martina

- Kongresové centrum Praha
  - Od 2014: Mamma Mia!, role: Sophie
  - Od 2016: Ať žijí duchové!, role: Leona (Leontýnka z Brtníku)
  - Od 2017: Rocky, role: Adrian

- Státní hrad Karlštejn
  - Od 2016: Noc na Karlštejně, role: Eliška
- Letní scéna Musea Kampa
  - Od 2022: Marta, role: Marta Kubišová

### Činohra
- Městské divadlo Brno
  - 2008–2009: Equus, role: Jill Masonová
  - 2008–2010: Večer tříkrálový aneb Cokoli chcete, role: Viola
  - 2010–2012: Becket aneb Čest Boží, role: Gwendolina
  - Od 2010: Dokonalá svatba, role: Judy
  - 2010–2015: Škola základ života, role: Anda Pařízková
  - 2012–2014: Tři v tom, role: Lucinda
  - Od 2013: Podivný případ se psem, role: Siobhan
  - Od 2015: Vrabčák a anděl, role: Edith Piaf

## Filmové a televizní role
- 2002: Brak
- 2006–2009: Rodinná pouta / Velmi křehké vztahy – TV seriál, role: Anna Pešková
- 2008: Anglické jahody
- 2009: 3 plus 1 s Miroslavem Donutilem – povídkový TV pořad
- 2010: Okno do hřbitova[11]
- 2011: Vetřelci a lovci: Užij si se psem[12]
- 2011: Nickyho rodina
- 2014: Ulice – TV seriál, role: Veronika Maléřová
- 2015: Policie Modrava – TV seriál, role: chatařka Olinka
- 2015: Labyrint – TV seriál, role: doktorka v nemocnici
- 2016: Tvoje tvář má známý hlas – pěvecká TV show
- 2017: Četníci z Luhačovic – TV seriál, role: společnice Katka
- 2021: Gump – pes, který naučil lidi žít, role: tyranova manželka
- 2022: Pálava – TV seriál, role: Lenka
- 2023: Nikdy neříkej nikdy

## Ocenění
| Rok  | Organizace             | Ocenění                       | Kategorie                | Výsledek  | Představení       | Role   |
| ---- | ---------------------- | ----------------------------- | ------------------------ | --------- | ----------------- | ------ |
| 2004 | Herecká asociace       | Cena Thálie                   | Opereta a muzikál – ženy | nominace  | Noc na Karlštejně | Alena  |
| 2009 | Městské divadlo Brno   | Anketa Křídla                 | Nejpopulárnější herečka  | vítězství |                   |        |
| 2010 | Městské divadlo Brno   | Anketa Křídla                 | Nejpopulárnější herečka  | vítězství |                   |        |
| 2012 | Herecká asociace       | Cena Thálie                   | Opereta a muzikál – ženy | vítězství | Papežka           | Jana   |
| 2012 | Městské divadlo Brno   | Anketa Křídla                 | Nejpopulárnější herečka  | vítězství |                   |        |
| 2015 | Herecká asociace       | Cena Thálie                   | Opereta a muzikál – ženy | nominace  | Mamma Mia!        | Sophie |
| 2015 | www.musical-opereta.cz | Cena magazínu musical-opereta | Nejoblíbenější herečka   | vítězství |                   |        |
| 2016 | Herecká asociace       | Cena Thálie                   | Opereta a muzikál – ženy | nominace  | Noc na Karlštejně | Eliška |
| 2023 | Herecká asociace       | Cena Thálie                   | Opereta a muzikál – ženy | vítězství | Marta             | Marta  |